# Турищеве (Брянська область)
Турищеве (рос. Турищево) — село у Брасовському районі Брянської області Росії. Входить до складу муніципального утворення Веребське сільське поселення.
Населення — 46 осіб.
Розташоване за 10 км на північ від села Веребськ.

## Історія
Згадується з першої половини XVII століття в складі Самовської волості Карачевського повіту як існуюче село з Дмитріївською церквою (в 1828 побудований кам'яний храм, не зберігся). У XVIII столітті — володіння українського роду Брусилових, пізніше Мартинових, Фоміних та інших поміщиків.
У 1778-1782 в Луганському повіті; з 1782 по 1928 рр. — в Дмитрівському повіті Орловської губернії (з 1861 — центр Турищевської волості, з 1880-х рр. в Хотіївській, з 1923 в Глодневській волості). У 1865 році була відкрита земська школа, одна з перших в повіті.
З 1929 року — в Брасовського районі. До 1954 і в 1997—2005 рр. — центр Турищевської сільради; в 1954—1997 рр. — в Чаянській сільраді.

## Населення
За найновішими даними, населення — 46 осіб (2013).
У минулому чисельність мешканців була такою:
| Роки      | 1858 | 1866 | 1893 | 1920 | 1926 | 1979 | 1989 | 2002 | 2010 |
| --------- | ---- | ---- | ---- | ---- | ---- | ---- | ---- | ---- | ---- |
| Населення | 387  | 504  | 620  | 760  | 840  | 198  | 148  | 127  | 50   |